# 4 Batalion Saperów (LWP)
4 Batalion Saperów im. Romualda Traugutta – samodzielny pododdział wojsk inżynieryjnych ludowego Wojska Polskiego.
Sformowany w obozie sieleckim na podstawie rozkazu dowódcy 1 Korpusu Polskich sił Zbrojnych w ZSRR nr 95 z 27 grudnia 1943 jako jednostka 3 Pomorskiej Dywizji Piechoty.
Przysięgę żołnierze batalionu złożyli 30 maja 1944.

## Obsada personalna
Dowódcy batalionu
- kpt. Władysław Kusznarow
- kpt. Anatol Sandler
- kpt. Edward Utyłło
- Władysław Borowicz[6]
- Czesław Zwierzyński[6]

## Struktura organizacyjna
Etat 04/506

- Dowództwo i sztab
- 3 x kompania saperów
  - 3 x pluton saperów
  - drużyna zaopatrzenia
- kwatermistrzostwo
  - magazyn techniczny
  - drużyna gospodarcza

Razem:
żołnierzy – 254 (oficerów – 33, podoficerów – 44, szeregowych – 177)
sprzęt:
- samochody – 3
- łodzie MN – 1

## Okres powojenny
Po powrocie do kraju batalion rozminowywał i oczyszczał teren województw: lubelskiego, kieleckiego, białostockiego i częściowo warszawskiego i rzeszowskiego. W późniejszym czasie ochraniał mosty w akcjach przeciwlodowych i przeciwpowodziowych na terenie województwa kieleckiego, lubelskiego, rzeszowskiego i krakowskiego. Likwidował również skutki huraganu na terenie Sandomierza i był wykorzystany do prac na rzecz gospodarki narodowej.